# Studio für Neue Musik der Universität Siegen
Das Studio für Neue Musik der Universität Siegen ist eine in der Stadt Siegen ansässige Konzert- und Veranstaltungsreihe, in deren Mittelpunkt Zeitgenössische Musik steht.

## Gründung
Das Studio für Neue Musik der Universität Siegen wurde von Martin Herchenröder gegründet. Seine maßgebliche Idee dabei war, durch Konzerte, Vorträge, Workshops, Performances und Master Classes das Lehrangebot der Universität Siegen zu ergänzen. Deshalb werden die Veranstaltungen von Studierenden und Lehrenden der Siegener Universität sowie von eingeladenen Interpretinnen und Interpreten der Neuen Musik aus dem In- und Ausland gestaltet. Aufgrund der Nachfrage von außerhalb der Universität wurden verschiedene Veranstaltungsorte innerhalb der ganzen Stadt Siegen etabliert, zum Beispiel das Apollo-Theater Siegen, das Lÿz, Nikolaikirche und Martinikirche, das Museum für Gegenwartskunst Siegen und das Siegerlandmuseum, das Obere Schloss sowie verschiedene Schulen.

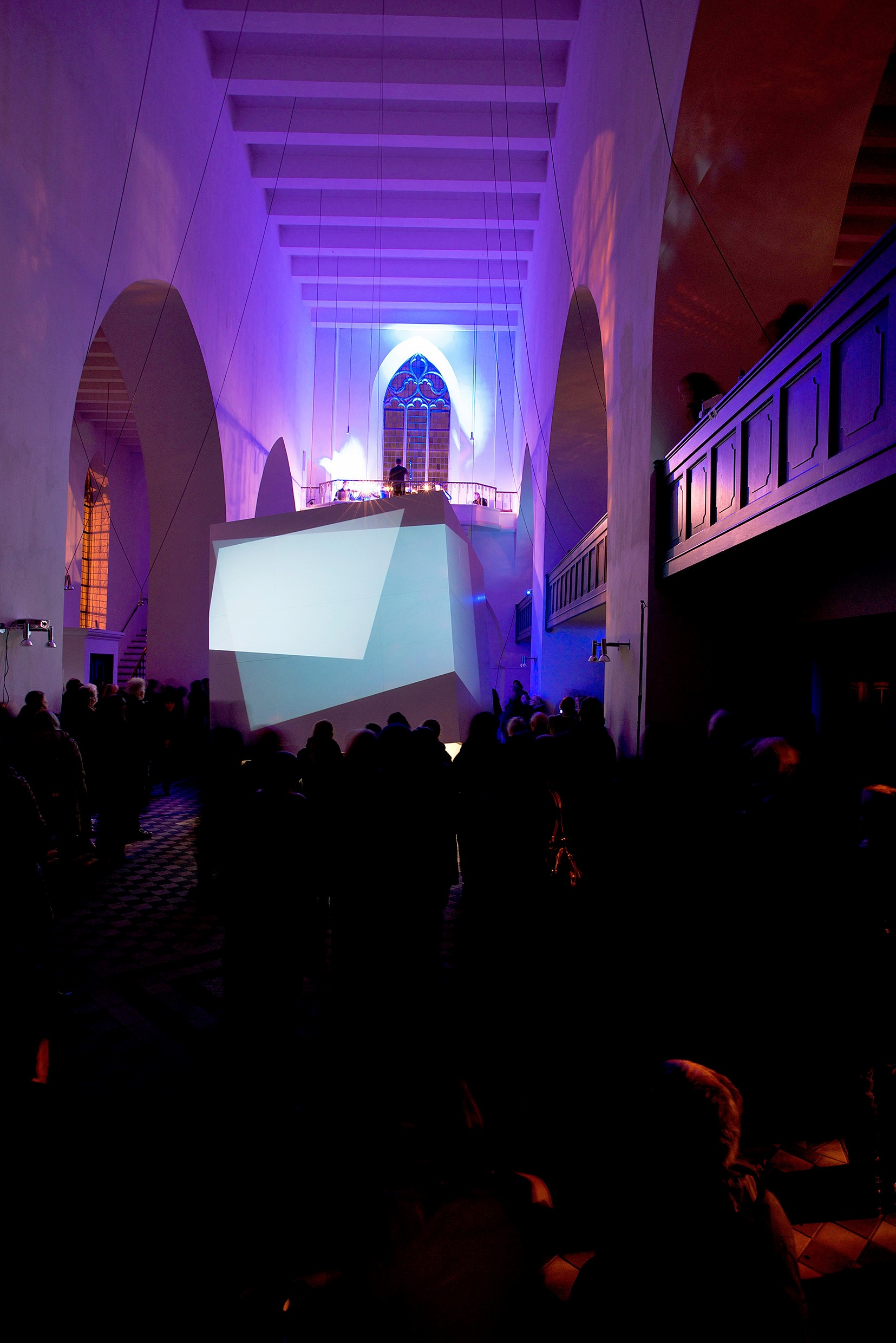
RAUM MUSIK, 6. Februar 2014

## Veranstaltungen
Die erste Veranstaltung fand am 6. Februar 1995 statt. Neben Deutschen Erstaufführungen von Steve Everett, Graciane Finzi, Jean-Yves Malmasson, Michael Ostrzyga und Karlheinz Stockhausen wurden auch zahlreiche Werke uraufgeführt. Neben Konzerten und Festivalreihen (Crumb-Festival 2009, Helden-Platz!-Konzerte: Wien 1914–2014), werden regelmäßig Workshops und interdisziplinäre Veranstaltungen zum Beispiel zwischen Musik und Architektur, Kunst, Literatur oder Mathematik angeboten.

## Komponisten (Uraufführungen)
- Samuel Adler (USA)
- Paulo C. Chagas (Brasilien)
- Yann Diederichs (Frankreich)
- Moritz Eggert (Deutschland)
- Matthew Hagle (USA)
- Naji Hakim (Frankreich)
- Barbara Heller (Deutschland)
- Martin Herchenröder (Deutschland)
- Nam June Paik (Korea)
- Anestis Logothetis (Österreich)
- Alexandra Karastoyanova-Hermentin (Österreich)
- Leandro Lorrio (Spanien)
- András Hamary (Ungarn)
- Robert Morris (USA)
- Rucsandra Popescu (Rumänien)
- Augusta Read Thomas (USA)
- Kaija Saariaho (Finnland)
- Wolfgang Stockmeier (Deutschland)
- Frank Zabel (Deutschland)

## Ensembles
die im Studio für Neue Musik musiziert haben
- Amadinda Percussion Group (Budapest)
- Arditti Quartett (London)
- Consord (Münster)
- Ensemble Hélios (Paris)
- Ensemble Modern (Frankfurt)
- Marmen Quartett (London)
- Minguet Quartett
- Die Michaelstrompeter
- Pacifica Quartet (Urbana-Champaign, IL, USA)
- Stadler Quartett (Salzburg)
- Szymanowski Quartet
- Kasseler Vokalsolisten (Kassel)

## Interpreten
die im Studio für Neue Musik musiziert haben
- Paulo Álvares, Klavier
- Volker Banfield, Klavier
- Ann Crumb, Gesang
- Hans Davidsson, Orgel
- Severin von Eckardstein, Klavier
- Michael Faust, Flöte
- Friedrich Gauwerky, Violoncello
- Jürgen Glauss, Klavier
- Nicholas Goluses, Gitarre
- Martin Herchenröder, Orgel
- Camilla Hoitenga, Flöte
- Hartmut Höll, Klavier
- Margareta Hürholz, Orgel
- Susanne Kelling, Gesang
- Carin Levine, Flöte
- Krysztof Meyer, Klavier
- Natascha Nikeprelevic, verschiedene Instrumente und Gesang, Performance
- Douglas Reed, Orgel
- Christian Schmitt, Orgel
- Markus Stockhausen, Trompete
- Wolfgang Stockmeier, Orgel
- Mike Svoboda, Posaune
- Michael Vetter, verschiedene Instrumente und Gesang
- Tabea Zimmermann, Viola

## Komponisten
die im Studio für Neue Musik gesprochen oder Workshops gehalten haben
- Samuel Adler (USA)
- Jürg Baur (Deutschland)
- Friedrich Cerha (Österreich)
- Henning Frederichs (Deutschland)
- Heiner Goebbels (Deutschland)
- Hans Ulrich Humpert (Deutschland)
- Dieter Mack (Deutschland)
- Krzysztof Meyer (Polen)
- Wolfgang Stockmeier (Deutschland)
- Xiaogang Ye (China)

## Kooperationspartner
- Amerika Haus Köln
- Deutsch-Amerikanische Gesellschaft
- Deutsch-Indonesische Gesellschaft
- Deutschlandfunk (DLF)
- Fritz-Busch-Musikschule der Stadt Siegen
- Gesellschaft für Christlich-Jüdische Zusammenarbeit
- Högskolan för Scen och Musik, Göteborg
- Det Kongelige Danske Musikkonservatorium, Kopenhagen
- Philharmonie Südwestfalen
- Robert Schumann Musikhochschule Düsseldorf
- Westdeutscher Rundfunk (WDR)

## Plakate
Seit Beginn der Veranstaltungsreihe wurden die Plakate, mit denen für die Veranstaltungen geworben wird, von dem Kölner Maler und Grafiker Daniel Hees entworfen. Bewusst gleichbleibend wählt Hees das Format, das Papier und die Schrift, wohingegen er jeden Entwurf mit neuen Aquarellen oder Zeichnungen versieht, die mit dem jeweiligen Konzertprogramm korrespondieren. Die Plakate sind und werden als Sammlung im Hamburger Museum für Kunst und Gewerbe, im Deutschen Plakatmuseum des Essener Folkwang Museums sowie in der Universitätsbibliothek Siegen aufgenommen.

## Medien
- Ulrich Exner, Martin Herchenröder: Verlorene Orte / lost places. [mit DVD] universi, Siegen 2018, ISBN 978-3-96182-008-5.
- Ulrich Exner, Martin Herchenröder: Urban Sounds. Siegen – New York. Booklet und DVD/BD. universi, Siegen 2016, ISBN 978-3-936533-72-9
- Ulrich Exner, Martin Herchenröder: Raum Musik. Eine performative Multimedia-Installation im Innenraum der Martinikirche in Siegen. [mit DVD]. Schaff-Verlag, Hamburg 2014.